# Dominikansk peso
Dominikansk peso (RD$ - Peso oro dominicano ) är den valuta som används i Dominikanska republiken i Nordamerika. Valutakoden är DOP. 1 peso  = 100 centavos.
Valutan infördes under år 1937 och ersatte amerikansk dollar som infördes 1905 att ersätta den tidigare dominikanska peson som infördes 1844.

## Användning
Valutan ges ut av Banco Central de la República Dominicana - BCRD som grundades 1947 och har huvudkontoret i Santo Domingo.

## Valörer
- mynt: 1, 5, 10 och 25 pesos
- underenhet: 1, 5, 10, 25 och 50 centavos
- sedlar: 50, 100, 500, 1000 och 2000 DOP